# آتلانتیک هایلندز، نیوجرسی
آتلانتیک هایلندز (به انگلیسی: Atlantic Highlands) شهری در ایالت نیوجرسی کشور ایالات متحده آمریکا است که جمعیت آن در سرشماری سال ۲۰۱۰ میلادی، ۴٬۳۸۵ نفر بوده‌است.